# 서울지방교정청
서울지방교정청(서울地方矯正廳)은 서울특별시·인천광역시·경기도·강원도의 수형자·미결수용자 및 피보호감호자의 수용관리·교정·교화 기타 행형사무에 관하여 관할 교도소 등을 지휘·감독하는 대한민국 법무부의 소속기관이다. 1991년 11월 1일 발족하였으며, 경기도 과천시 관문로 47에 위치하고 있다. 청장은 고위공무원단 나등급에 속하는 일반직공무원으로 보한다.

## 직무
- 수용자의 수용·구금·규율·계호·이송·석방 및 보안에 관한 사항
- 교도소 및 구치소의 보안장비 및 방호에 관한 사항
- 수용자의 보건위생·의료 및 약제에 관한 사항과 순회진료반 설치·운영
- 교도·감호작업 및 직업훈련 운영지도 및 관리
- 소속공무원의 인사·복무·교육훈련 및 연금
- 소속공무원·수용자의 피복 및 급양에 관한 사항
- 그 밖에 수용자의 교육 및 교화에 관한 사항

## 연혁
- 1991년 11월 1일: 서울지방교정청 설치.

## 조직

### 청장
| - 총무과 - 보안과 - 사회복귀과 - 전산관리과 - 분류센터 | - 교도소 - 안양교도소 - 화성직업훈련교도소 - 여주교도소 - 서울남부교도소 - 의정부교도소 - 춘천교도소 - 원주교도소 - 강릉교도소 - 영월교도소 - 구치소 - 서울구치소 - 서울남부구치소 - 서울동부구치소 - 수원구치소 - 인천구치소 |

## 같이 보기
- 대구지방교정청
- 대전지방교정청
- 광주지방교정청
- 교도관 계급